# تریبل
تریبل (به آلمانی: Triebel/Vogtl.) یک شهر در آلمان است که در فوگتلاندکرایس واقع شده‌است. تریبل ۱٬۵۴۹ نفر جمعیت دارد.